# Jonathan Sacoor
Jonathan Sacoor (Halle, 1 de septiembre de 1999) es un deportista belga que compite en atletismo, especialista en las carreras de relevos.
Ganó una medalla de bronce en el Campeonato Mundial de Atletismo de 2019, tres medallas en el  Campeonato Mundial de Atletismo en Pista Cubierta entre los años 2018 y 2024 y tres medallas en los Relevos Mundiales entre los años 2019 y 2025.
Además, obtuvo dos medallas de oro en el Campeonato Europeo de Atletismo, en los años 2018 y 2024, y una medalla de bronce en el Campeonato Europeo de Atletismo en Pista Cubierta de 2025.
En los Juegos Europeos de Cracovia 2023 consiguió una medalla de bronce en la prueba de 4 × 400 m mixto. Participó en dos Juegos Olímpicos de Verano, ocupando el cuarto lugar en Tokio 2020 y el cuarto en París 2024, en el relevo 4 × 400 m.

## Palmarés internacional
| Campeonato Mundial                   | Campeonato Mundial       | Campeonato Mundial | Campeonato Mundial |
| Año                                  | Lugar                    | Medalla            | Prueba             |
| ------------------------------------ | ------------------------ | ------------------ | ------------------ |
| 2019                                 | Doha (Catar)             | Medalla de bronce  | 4 × 400 m          |
| Campeonato Mundial en Pista Cubierta |                          |                    |                    |
| Año                                  | Lugar                    | Medalla            | Prueba             |
| 2018                                 | Birmingham (Reino Unido) | Medalla de bronce  | 4 × 400 m          |
| 2022                                 | Belgrado (Serbia)        | Medalla de oro     | 4 × 400 m          |
| 2024                                 | Glasgow (Reino Unido)    | Medalla de oro     | 4 × 400 m          |
| Relevos Mundiales                    |                          |                    |                    |
| Año                                  | Lugar                    | Medalla            | Prueba             |
| 2019                                 | Yokohama (Japón)         | Medalla de bronce  | 4 × 400 m          |
| 2024                                 | Nasáu (Bahamas)          | Medalla de bronce  | 4 × 400 m          |
| 2025                                 | Cantón (China)           | Medalla de plata   | 4 × 400 m          |
| Juegos Europeos                      |                          |                    |                    |
| Año                                  | Lugar                    | Medalla            | Prueba             |
| 2023                                 | Chorzów (Polonia)        | Medalla de bronce  | 4 × 400 m mixto    |
| Campeonato Europeo                   |                          |                    |                    |
| Año                                  | Lugar                    | Medalla            | Prueba             |
| 2018                                 | Berlín (Alemania)        | Medalla de oro     | 4 × 400 m          |
| 2024                                 | Roma (Italia)            | Medalla de oro     | 4 × 400 m          |
| Campeonato Europeo en Pista Cubierta |                          |                    |                    |
| Año                                  | Lugar                    | Medalla            | Prueba             |
| 2025                                 | Apeldoorn (Países Bajos) | Medalla de bronce  | 4 × 400 m          |